# Jacques-Germain Chaudes-Aigues
Œuvres principales
- Élisa de Rialto
- Le Bord de la coupe
- Sous le froc — Le Chartreux
- Les Écrivains modernes de la France
- Le Voisin de campagne
- Le Rapin
- Lettres sur Londres
- Lettres sur le Piémont

Jacques-Germain Chaudes-Aigues (Santhià, Piémont, 7 février 1814 - Paris, 26 janvier 1847) est un journaliste et écrivain français.

## Biographie
Il fait ses études à Turin puis à Grenoble et arrive à Paris en 1832. Il entre alors à la Chronique de Paris dirigée par Honoré de Balzac et Gustave Planche. Critique littéraire, dramatique et musical, il collabore à de nombreux journaux comme L’Artiste, La Revue de Paris, La Presse, Le Siècle, La Revue du XIXe siècle, Les Français peints par eux-mêmes, La Galerie des Artistes dramatiques, L’Époque ou Le Courrier français. Il contribue également à la rédaction du Livre rose.
En 1838, il couvre pour L'Artiste, à Londres, le couronnement de la reine d'Angleterre.
Un des détracteurs de Balzac, il laisse une importante correspondance avec des personnalités du XIXe comme Sainte-Beuve, François Buloz, Alexandre Dumas ou Charles Baudelaire.

## Œuvres
- Élisa de Rialto, Urbain Canel, 1834
- Le bord de la coupe, Werdet, 1835
- Sous le froc. Le Chartreux, avec Maurice Alhoy, Werdet, 1836
- Le Voisin de campagne, in L’Artiste, 1837
- Lettres sur Londres, 1838
- Lettres sur le Piémont, 1839
- Le Rapin, in Les Français peints par eux-mêmes, Curmer, 1840
- Les écrivains modernes de la France,  C. Gosselin, 1841
- Alfred de Musset, 1841